# گری پایین
گری پایین یک منطقهٔ مسکونی در ایران است که در بخش مرکزی شهرستان شهربابک واقع شده‌است. گری پایین ۲۷ نفر جمعیت دارد.